# Левицька Наталка Юліанівна
Ната́лка Юліа́нівна Леви́цька (Левицька-Ничкова, 1 березня 1893, Станиславів — 16 січня 1964, Нью-Йорк) — українська акторка. Дочка драматичної акторки та співачки Леонтини Левицької. Дружина театрального діяча Григора Нички.

## Біографічні відомості
У 1912—1929 роках працювала в українських театрах Львова, Кам'янця-Подільського, Вінниці.
1929 через хворобу залишила сцену.
З 1944 — в еміграції у Німеччині, з 1948 — у США.
Виконувала з успіхом лірико-героїчні, драматично-психологічні і комедійні ролі у п'єсах українських і зарубіжних драматургів.

## Ролі у виставах
- «Панна Мара» В. Винниченка (головна роль)
- Одарка («Дай серцю волю, заведе в неволю» Марка Кропивницького)
- Наталка («Суєта» Івана Карпенка-Карого)
- Ганнуся («Молодість» Макса Гальбе)
- Олена («На перші гулі» С. Васильченка)
- Івга, Інна Мусташенко, Маруся («Молода кров», «Закон», «Базар» В. Винниченка)
- Мати («Гетьман Дорошенко» Л. Старицької-Черняхівської)
- Настуся («Хмара» О. Суходольського)
- Килина («Про що тирса шелестіла» С. Черкасенка)
- Ребека Вест («Росмерсгольм» Г. Ібсена)
- Сільветта («Романтики» Е. Ростана)